# Saint-Aubin-du-Cormier
Saint-Aubin-du-Cormier (bret. Sant-Albin-an-Hiliber) – miejscowość i gmina we Francji, w regionie Bretania, w departamencie Ille-et-Vilaine.
Według danych na rok 1990 gminę zamieszkiwało 2040 osób, a gęstość zaludnienia wynosiła 74 osoby/km² (wśród 1269 gmin Bretanii Saint-Aubin-du-Cormier plasuje się na 306. miejscu pod względem liczby ludności, natomiast pod względem powierzchni na miejscu 322.).